# 내일은 스타 (2012년 드라마)
《내일은 스타》(포르투갈어: Cheias de Charme 셰이아스 지 샤르미[*])는 2012년 방영된 브라질의 텔레노벨라이다.